# Epizeuxis curvipalpis
Epizeuxis curvipalpis là một loài bướm đêm trong họ Noctuidae.